# Oops!… I Did It Again World Tour
Die Oops!… I Did It Again World Tour war die zweite Konzert-Tournee der US-amerikanischen Pop-Sängerin Britney Spears in Anlehnung an ihr zweites Studioalbum Oops!… I Did It Again. Die Tour fand in Nordamerika, Europa und Südamerika statt. Es war ihre erste Tour, die auch in Deutschland stattfand.

## Hintergrund
Am 22. Februar 2000 gab Spears bekannt, dass sie eine Tournee zur Präsentation ihres zweiten Studioalbums Oops!… I Did It Again geplant hatte. Es war die erste Tournee von Spears, die auch in Europa stattfand. Bevor die Tour begann, berichtete Forbes, dass der Konzertveranstalter SFX Entertainment (Live Nation), Spears pro Show nur ein Budget von 200.000 US-Dollar zur Verfügung stellte. Neben der Sponsoren der …-Baby-One-More-Time-Tour Got Milk? und Polaroid kam Clairol Herbal Essences als Sponsor hinzu. Spears nahm deshalb einen Song namens I've Got the Urge to Herbal auf, der für deren Radio-Kampagne verwendet werden sollte. Allerdings nahm sie nicht an einem Fotoshooting für das Produkt teil, weil sie sich dazu entschloss, einen 86-tägigen Streik der Screen Actors Guild (SAG) zu unterstützen. Später stellte sie $1 von jedem Ticket ihrer Show in Inglewood, Kalifornien am 28. Juli 2000 der Gewerkschaft zur Verfügung.

## Vorgruppen
- A*Teens
- Innosense
- 2gether
- BBMak

## Setlist
1. The Britney Spears Experience (Intro)
2. (You Drive Me) Crazy
3. Stronger
4. What U See (Is What U Get)
5. From the Bottom of My Broken Heart
6. What Would You Do to Meet Britney? (Video)
7. Born to Make You Happy
8. Lucky
9. Sometimes
10. Don’t Let Me Be the Last to Know
11. Meet the Band (Performance der Musiker)
12. The Beat Goes On
13. Don't Go Knockin' On My Door
14. (I Can’t Get No) Satisfaction (Originalinterpret: The Rolling Stones)
15. Meet the Dancers (Tanz-Performance)
16. … Baby One More Time
17. The Britney Spears Experience II (Video)
18. Oops!… I Did It Again

## Tourdaten
| Nordamerika        |                            |                    |                                              |
| 20. Juni 2000      | Baltimore                  | Vereinigte Staaten | Merriweather Post Pavilion                   |
| 21. Juni 2000      | Hartford                   | Vereinigte Staaten | Meadows Music Theatre                        |
| 23. Juni 2000      | Buffalo                    | Vereinigte Staaten | Darien Lake Performing Arts Center           |
| 24. Juni 2000      | Hershey                    | Vereinigte Staaten | Star Pavilion                                |
| 25. Juni 2000      | Wilkes-Barre               | Vereinigte Staaten | Montage Mountain Amphitheater                |
| 27. Juni 2000      | New York City              | Vereinigte Staaten | Jones Beach Theatre                          |
| 28. Juni 2000      | New York City              | Vereinigte Staaten | Jones Beach Theatre                          |
| 29. Juni 2000      | New York City              | Vereinigte Staaten | Jones Beach Theatre                          |
| 30. Juni 2000      | New York City              | Vereinigte Staaten | Jones Beach Theatre                          |
| 2. Juli 2000       | Philadelphia               | Vereinigte Staaten | PNC Bank Arts Center                         |
| 3. Juli 2000       | Philadelphia               | Vereinigte Staaten | PNC Bank Arts Center                         |
| 4. Juli 2000       | Washington, D.C.           | Vereinigte Staaten | Nissan Pavilion at Stone Ridge               |
| 5. Juli 2000       | Trenton                    | Vereinigte Staaten | Susquehanna Bank Center                      |
| 7. Juli 2000       | Chicago                    | Vereinigte Staaten | New World Music Theatre                      |
| 8. Juli 2000       | Milwaukee                  | Vereinigte Staaten | Marcus Amphitheater                          |
| 9. Juli 2000       | Detroit                    | Vereinigte Staaten | Pine Knob Music Theatre                      |
| 10. Juli 2000      | Detroit                    | Vereinigte Staaten | Pine Knob Music Theatre                      |
| 16. Juli 2000      | St. Louis                  | Vereinigte Staaten | Riverport Amphitheatre                       |
| 17. Juli 2000      | Kansas City                | Vereinigte Staaten | Sandstone Amphitheater                       |
| 19. Juli 2000      | Dallas                     | Vereinigte Staaten | Starplex Amphitheatre                        |
| 20. Juli 2000      | San Antonio                | Vereinigte Staaten | Alamodome                                    |
| 21. Juli 2000      | Houston                    | Vereinigte Staaten | Cynthia Woods Mitchell Pavilion              |
| 22. Juli 2000      | Houston                    | Vereinigte Staaten | Cynthia Woods Mitchell Pavilion              |
| 27. Juli 2000      | Albuquerque                | Vereinigte Staaten | Mesa Del Sol Amphitheatre                    |
| 28. Juli 2000      | Phoenix                    | Vereinigte Staaten | Desert Sky Pavilion                          |
| 29. Juli 2000      | Orange County              | Vereinigte Staaten | Verizon Wireless Amphitheatre                |
| 30. Juli 2000      | Hollywood                  | Vereinigte Staaten | Great Western Forum                          |
| 31. Juli 2000      | Hollywood                  | Vereinigte Staaten | Great Western Forum                          |
| 1. August 2000     | Oakland                    | Vereinigte Staaten | Chronicle Pavilion                           |
| 3. August 2000     | San Diego                  | Vereinigte Staaten | San Diego Sports Arena                       |
| 4. August 2000     | Las Vegas                  | Vereinigte Staaten | MGM Grand Garden Arena                       |
| 5. August 2000     | San Bernardino             | Vereinigte Staaten | Glen Helen Blockbuster Pavilion              |
| 6. August 2000     | Sacramento                 | Vereinigte Staaten | Sacramento Valley Amphitheater               |
| 8. August 2000     | Mountain View, Kalifornien | Vereinigte Staaten | Shoreline Amphitheatre                       |
| 10. August 2000    | Portland                   | Vereinigte Staaten | Rose Garden Arena                            |
| 11. August 2000    | Seattle                    | Vereinigte Staaten | Gorge Amphitheatre                           |
| 12. August 2000    | Vancouver                  | Kanada             | Rogers Arena                                 |
| 14. August 2000    | Salt Lake City             | Vereinigte Staaten | EnergySolutions Arena                        |
| 21. August 2000    | Pittsburgh                 | Vereinigte Staaten | Post-Gazette Pavilion                        |
| 22. August 2000    | Toronto                    | Kanada             | Molson Amphitheatre                          |
| 23. August 2000    | Montreal                   | Kanada             | Bell Centre                                  |
| 24. August 2000    | Syracuse                   | USA                | Empire Expo Center                           |
| 25. August 2000    | Atlantic City              | USA                | Mark G. Etess Arena                          |
| 28. August 2000    | Boston                     | USA                | Comcast Center                               |
| 30. August 2000    | Albany                     | USA                | Saratoga Performing Arts Center              |
| 31. August 2000    | Cleveland                  | USA                | Quicken Loans Arena                          |
| 1. September 2000  | Knoxville                  | USA                | Thompson–Boling Arena                        |
| 2. September 2000  | Indianapolis               | USA                | Verizon Wireless Music Center                |
| 3. September 2000  | Columbus                   | USA                | Germain Amphitheater                         |
| 9. September 2000  | Orlando                    | USA                | Amway Arena                                  |
| 10. September 2000 | Fort Lauderdale            | USA                | Cruzan Amphitheatre                          |
| 12. September 2000 | Raleigh                    | USA                | Time Warner Cable Music Pavilion             |
| 13. September 2000 | Charlotte                  | USA                | Verizon Wireless Amphitheatre Charlotte      |
| 14. September 2000 | Virginia Beach             | USA                | Verizon Wireless Virginia Beach Amphitheater |
| 15. September 2000 | Pittsburgh                 | USA                | Post-Gazette Pavilion                        |
| 16. September 2000 | Nashville                  | USA                | Starwood Amphitheatre                        |
| 18. September 2000 | Atlanta                    | USA                | Aaron’s Amphitheatre at Lakewood             |
| 20. September 2000 | New Orleans                | USA                | Louisiana Superdome                          |
| Europa             |                            |                    |                                              |
| 8. Oktober 2000    | Birmingham                 | England            | National Exhibition Centre                   |
| 10. Oktober 2000   | London                     | England            | Wembley Arena                                |
| 11. Oktober 2000   | London                     | England            | Wembley Arena                                |
| 12. Oktober 2000   | London                     | England            | Wembley Arena                                |
| 13. Oktober 2000   | Manchester                 | England            | Manchester Evening News Arena                |
| 14. Oktober 2000   | Manchester                 | England            | Manchester Evening News Arena                |
| 17. Oktober 2000   | Bremen                     | Deutschland        | Stadthalle Bremen                            |
| 18. Oktober 2000   | Gent                       | Belgien            | Flanders Expo                                |
| 19. Oktober 2000   | Dortmund                   | Deutschland        | Westfalenhallen                              |
| 20. Oktober 2000   | Stuttgart                  | Deutschland        | Hanns-Martin-Schleyer-Halle                  |
| 22. Oktober 2000   | Barcelona                  | Spanien            | Palau Sant Jordi                             |
| 24. Oktober 2000   | Mailand                    | Italien            | Mediolanum Forum                             |
| 25. Oktober 2000   | Zürich                     | Schweiz            | Hallenstadion                                |
| 26. Oktober 2000   | München                    | Deutschland        | Olympiahalle                                 |
| 28. Oktober 2000   | Kiel                       | Deutschland        | Sparkassen-Arena                             |
| 29. Oktober 2000   | Berlin                     | Deutschland        | Velodrom                                     |
| 30. Oktober 2000   | Hannover                   | Deutschland        | TUI Arena                                    |
| 1. November 2000   | Leipzig                    | Deutschland        | Leipzig Messehalle                           |
| 2. November 2000   | Frankfurt am Main          | Deutschland        | Festhalle Frankfurt                          |
| 4. November 2000   | Arnheim                    | Niederlande        | GelreDome XS                                 |
| 7. November 2000   | Göteborg                   | Schweden           | Scandinavium                                 |
| 8. November 2000   | Oslo                       | Norwegen           | Oslo Spektrum                                |
| 9. November 2000   | Stockholm                  | Schweden           | Ericsson Globe                               |
| 10. November 2000  | Kopenhagen                 | Dänemark           | Valby Hallen                                 |
| 13. November 2000  | Köln                       | Deutschland        | Lanxess Arena                                |
| 14. November 2000  | Paris                      | Frankreich         | Le Zénith                                    |
| 15. November 2000  | London                     | England            | London Arena                                 |
| 16. November 2000  | London                     | England            | London Arena                                 |
| 18. November 2000  | Manchester                 | England            | Manchester Evening News Arena                |
| 20. November 2000  | Birmingham                 | England            | NEC Arena                                    |
| 21. November 2000  | Birmingham                 | England            | NEC Arena                                    |
| Südamerika         |                            |                    |                                              |
| 18. Januar 2001    | Rio de Janeiro             | Brasilien          | City of Rock                                 |